# Узян (село)
Узя́н (баш. Үҙән) — село в Белорецком районе Республики Башкортостан России. Центр Узянского сельсовета. Согласно переписи 2020 года население составляло 996 человек.

## География

### Географическое положение
Находится на берегу рек Узян и Белой.
Расстояние до:
- районного центра (Белорецк): 52 км,
- ближайшей ж.-д. станции (Белорецк): 52 км,
- города Магнитогорска: 135 км.

## История
Название происходит от реки Узян (башк. Үҙән). С 1755 по 1918 годы в  селе работал Узянский завод, принадлежащий компании «Вогау и Ко».

## Население
| 2002 | 2009  | 2010  |
| ---- | ----- | ----- |
| 1441 | ↗1501 | ↘1140 |

Национальный состав
Согласно переписи 2002 года, преобладающая национальность — русские (76 %).

## Религия
В селе есть православная церковь священномученика Вениамина, митрополита Петроградского.

## Известные люди
- Артамонов, Владимир Иванович (1906 — 1944) — лётчик, участник сражений на Халхин-Голе и Великой Отечественной войны, Герой Советского Союза.
- Жеребин, Борис Николаевич (1907 — 2005) — директор Кузнецкого металлургического комбината, Герой Социалистического Труда, лауреат Государственной премии СССР, профессор.
- Немкова, Татьяна Ивановна (1937 — 2012) — канатчица цеха № 5 сталепроволочноканатного производства Белорецкого металлургического комбината, полный кавалер ордена Трудовой Славы.
- Туленков, Константин Иванович (1908 — 1978) — инженер-металлург, лауреат Государственной премии СССР (1952), участник Великой Отечественной войны.

## Кинематограф
В селе проводились съёмки уинофильмов и телесериалов «Вечный зов», «Золотая речка», «Пропавшая экспедиция».